# The Pack Is Back
The Pack Is Back è il quinto album dei Raven, pubblicato nel 1986 per l'etichetta discografica Atlantic Records.

## Tracce
1. The Pack Is Back (Gallagher, Gallagher, Hunter) - 3:43
2. Gimme Some Lovin' (Davis, Winwood, Winwood) - 3:13 (Spencer Davis Group Cover)
3. Screamin' Down the House (Gallagher, Gallagher, Hunter) - 4:00
4. Young Blood (Gallagher, Gallagher, Hunter) - 3:24
5. Hyperactive (Gallagher, Gallagher, Hunter)  - 3:40
6. Rock Dogs (Gallagher, Gallagher, Hunter) - 3:59
7. Don't Let It Die (Gallagher, Gallagher, Hunter) - 3:47
8. Get into Your Car (Gallagher, Gallagher, Hunter) - 3:54
9. All I Want (Gallagher, Gallagher, Hunter) - 3:33
10. Nightmare Ride (Gallagher, Gallagher, Hunter) - 3:38
11. How Did You Get So Crazy (Gallagher, Gallagher, Hunter) (Bonus Track) - 3:49
12. Seen It on the T.V. (Gallagher, Gallagher, Hunter) (Bonus Track) - 4:06

## Formazione
- John Gallagher - voce, basso
- Mark Gallagher - chitarra
- Rob Hunter - batteria